# Polina Chouvalova
Polina Chouvalova est une joueuse d'échecs russe née le 12 mars 2001 à Orsk. Elle a le titre de maître international féminin depuis 2016. 
Au 1er mars 2019, elle est la cinquième joueuse russe et la 18e joueuse mondiale avec un classement Elo de 2 471 points.

## Biographie et carrière
Championne d'Europe des moins de 12 ans en 2013, Chouvalova remporta la médaille de bronze lors du championnat du monde des moins de 16 ans en 2016 et la médaille d'argent en 2017. En 2016, elle remporta le championnat de Russie des moins de 17 ans.
En 2017, elle se qualifie pour la superfinale du championnat de Russie d'échecs féminin adulte, et marque 5 points sur 11 lors de la finale.
En octobre 2019, Polina Chouvalova remporte le championnat du monde des moins de dix huit ans puis le championnat du monde junior (moins de vingt ans).
En décembre 2020, Chouvalova commença le championnat de Russie féminin par six victoires en six parties et finit par cinq nulles et une défaite. Elle termine à la deuxième place après un match de départage pour la première place perdu contre Aleksandra Goriatchkina.
Lors de la Coupe du monde d'échecs féminine 2021 disputée à Sotchi, elle est exempte au premier tour, puis bat la Mongole Törmönkhiin Mönkhzul au deuxième tour et la Russe Leïa Garifoullina au troisième tour. Elle est battue au quatrième tour (huitième de finale) par Nana Dzagnidzé.
En 2023, elle est battue en quart de finale de la coupe du monde par la Bulgare Nurgyul Salimova.
| Année | Lieu    | Résultat           | Ultime adversaire  | Adversaires battues                             |
| ----- | ------- | ------------------ | ------------------ | ----------------------------------------------- |
| 2021  | Sotchi  | huitième de finale | Nana Dzagnidzé     | Törmönkhiin Mönkhzul, Leïa Garifoullina         |
| 2023  | Bakou   | quart de finale    | Nurgyul Salimova   | Govhar Beydullayeva, Irina Krush, Teodora Injac |
| 2025  | Batoumi | troisième tour     | Lela Javakhichvili | Gulnar Mammadova                                |